# Lupus-TR-3
Lupus-TR-3は、17等級の暗いK型主系列星であり、おおかみ座の方角に約5,800光年の距離に存在する。
| 太陽 | Lupus-TR-3 |
| ---- | ---------- |
| 太陽 | Exoplanet  |

## 惑星系
Lupus-TR-3bは2007年に、サイディング・スプリング天文台のオーストラリア国立大学1m望遠鏡を用いた、おおかみ座方向の銀河面におけるトランジットの掃天観測から、トランジット法によって発見された太陽系外惑星である。質量は木星の約8割、半径は木星の約9割で、密度は1.4g/cm3である。この惑星は典型的なホットジュピターで、親星から約0.0464AUの軌道を3.9日間で公転する。地上から観測できるトランジット惑星の中では、発見当時最も暗いものであった。
| 名称 （恒星に近い順） | 質量           | 軌道長半径 （天文単位） | 公転周期 (日)     | 軌道離心率 | 軌道傾斜角      | 半径           |
| --------------------- | -------------- | ----------------------- | ----------------- | ---------- | --------------- | -------------- |
| b                     | 0.81 ± 0.18 MJ | 0.0464 ± 0.0007         | 3.91405 ± 4 ×10−5 | 0          | 88.3 +1.3 −0.8° | 0.89 ± 0.07 RJ |